# Deleproctophylla australis
Deleproctophylla australis là một loài côn trùng trong họ Ascalaphidae thuộc bộ Neuroptera. Loài này được Fabricius miêu tả năm 1787.